# ハンニバル・マゴ
ハンニバル・マゴ（ハンニバル1世）は、第一次ヒメラの戦いで敗死したハミルカル1世 の孫で、カルタゴ王・将軍。第2回目のシケリア遠征（第二次シケリア戦争）を実施した。マゴ家の一員であり、第2次ポエニ戦争の有名な将軍ハンニバルとの区別のため、ハンニバル・マゴと呼ばれている。

## 生涯
紀元前413年にシケリア（シチリア）のカルタゴ領に近いシケル人都市セゲスタ（現在のセジェスタ）が近隣のセリヌスに攻められ、カルタゴの従属都市になることを条件に支援を求めた。ハンニバル・マゴは紀元前410年にカルタゴの政治上の最高官であるスフェスに選出され合法的に政治上の権力を握っていたが、さらに将軍に任命されて軍事上の権力も得た。ハンニバルまずはリビュア兵5,000とカンパニア人傭兵800（アテナイがシケリア遠征の際に雇用していた兵士たち）をシケリアへ送り、セリヌス軍を撃破した。翌年、ハンニバルは軍船60隻、輸送船1,500隻をもってシケリアに大軍を送り、モティア近くの岬に上陸した（後にリルバイオンが建設される場所）。
ハンニバルはそこからセリヌスに向かい、10日の攻城戦の後にセリヌスを占領・破壊した（セリヌス包囲戦）。続いてヒメラへと軍を進めた。ヒメラは70年前に彼の祖父であるハミルカル1世が敗北した場所であった。ヒメラはシュラクサイからの援軍も得て頑強に抵抗したが、ハンニバルは「カルタゴ海軍が直接シュラクサイを攻撃する」という偽情報を流し、シュラクサイ軍にヒメラを放棄させた。その後カルタゴ軍はヒメラを徹底的に破壊し、捕虜とした男性3,000を祖父の復讐として処刑した（第二次ヒメラの戦い）。その後戦利品と共にカルタゴに戻り、市民から英雄として敬意と尊敬を受けた。

## 陣中での病死
紀元前406年、ヘルモクラテスのカルタゴ領に対するゲリラ的攻撃に対処するために、ハンニバルは遠征軍を率いて再びシケリアに渡った。上陸後、ハンニバルはアクラガス（現在のアグリジェント）に向かいこれを包囲した。ハンニバルは攻城堡塁建設のために、郊外の墓や記念碑を破壊して材料にするように命じたが、兵士はこれを恐れた。ちょうどその頃カルタゴ軍にペストが蔓延し、ハンニバルも病死した。後を継いだヒミルコは、墓や記念碑の破壊を中止して兵士を安心させ、包囲を続けてアクラガスを陥落させた（アクラガス包囲戦）。

## 参考資料
- ディオドロス『歴史叢書』
- クセノポン『ギリシア史』